# Piazza del Popolo (Todi)
Piazza del Popolo rappresenta il centro laico e vescovile di Todi, in provincia di Perugia, ed ospita uno dei più interessanti complessi medievali d'Italia. Attorno vi sorgono i principali monumenti cittadini a testimonianza dei poteri cittadini dell'epoca dei Liberi Comuni. Da un lato il Duomo dell'Annunziata, simbolo del potere ecclesiastico; e dagli altri i palazzi pubblici, sede dei poteri civici: il Palazzo dei Priori, il Palazzo del Capitano e il Palazzo del Popolo.

## Storia e descrizione

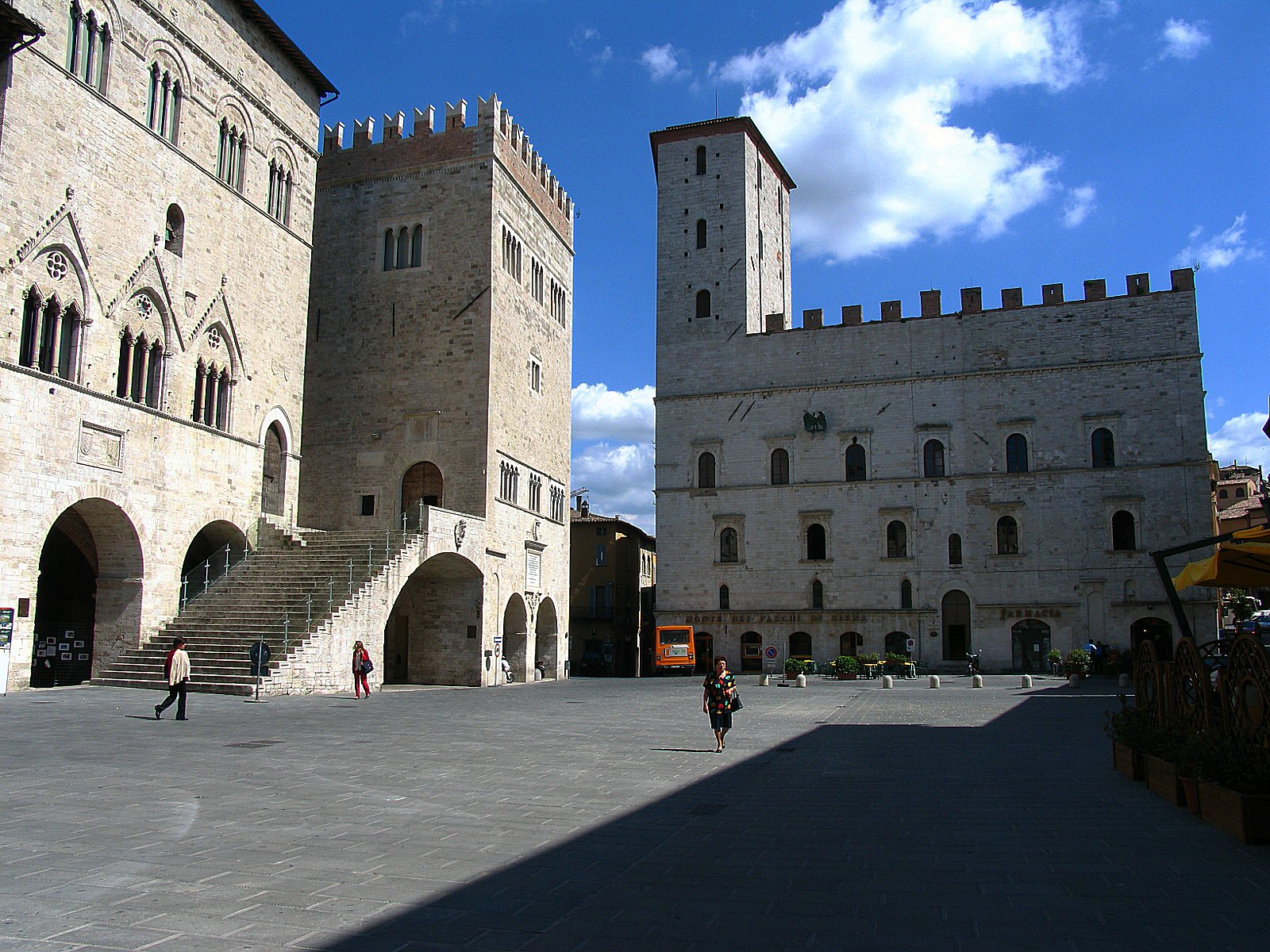
La piazza del Popolo con i palazzi pubblici

La piazza attuale ha forma quadrangolare, in passato presentava dimensioni molto maggiori alle attuali, dove la cattedrale si trovava proprio al centro fino al XV sec.
Nel 1438 risulta che gli Atti costruirono un proprio palazzo riducendo così il volume della piazza, poi ampliato dal vescovo Angelo Cesi verso la prima metà del '500.
Nel 1487 venne circondata da mura con quattro porte, con al centro una fontana antecedente, poi demolita nel 1479.
Quando nel 1262 venne deciso di lastricare il terreno della piazza, furono trovate delle cisterne romane d'immagazzinamento di cereali, poi, in seguito alla scoperta, utilizzate per l'immagazzinamento dell'acqua (fino al 1572).
Oltre la cattedrale vi si trovano il Palazzo del Capitano, il Palazzo dei Priori ed il Palazzo del Popolo. Il palazzo del Capitano ed il Palazzo del Popolo sono uniti da un'unica scalinata d'accesso a due rampe, quasi a formare un unico palazzo. I due palazzi sono poggianti su di un loggiato, chiamato localmente (a Todi) "I Voltoni", sede dismessa dei balestrieri del comune.
Attualmente la piazza, animata da bar (di cui uno al pianterreno del Palazzo dei Priori) e sede di un ufficio d'informazioni turistiche (ex-pro loco) (quest'ultimo sito nel loggiato del Palazzo del Capitano e del Palazzo del Popolo) è il punto di incontro maggiore per la popolazione di Todi.